# Pohlidium petiolatum
Pohlidium petiolatum är en gräsart som beskrevs av Davidse, Soderstr. och R.P. Ellis. Pohlidium petiolatum ingår i släktet Pohlidium och familjen gräs. Inga underarter finns listade i Catalogue of Life.